# David Lee McInnis
David Lee McInnis (Green Bay, 12 de dezembro de 1973) é um ator estadunidense. Ele iniciou sua carreira na atuação em 1999 através do filme The Cut Runs Deep. Na televisão, destacou-se por sua atuação em séries de televisão sul-coreanas.
David Lee McInnis nasceu em Green Bay, Wisconsin e cresceu nas cidades de Antigo e Honolulu. Filho único de pai alemão-irlandês e mãe coreana, Thomas e Diana McInnis (nome coreano Lee Suk-hyang; hangul: 이숙향), McInnis possui ascendência alemã, irlandesa e coreana. Em 2006, ele montou um negócio de especiarias, a McInnis MasterBlend, com seu pai.

## Carreira
McInnis estreou como ator no filme estadunidense de suspense independente The Cut Runs Deep em 1999, que tornou-se um sucesso underground na Coreia do Sul, para onde McInnis mudou-se pouco depois, após ter alcançado um sucesso notável na indústria cinematográfica asiática. Ele foi o rosto da divisão UTO pertencente a empresa SK Telecom de 2001 a 2003, e seus primeiros trabalhos no cinema asiático incluem um papel de apoio no filme sul-coreano A Moment to Remember (2004).
Após um breve período de introspecção, McInnis integrou Typhoon, um filme de ação sul-coreano lançado em 2005. Dois anos depois, estrelou o filme de romance estadunidense aclamado pela crítica Never Forever, e posteriormente assumiu papel de apoio em Epitaph, além de estrelar a série de televisão Air City da MBC.
Em março de 2018, McInnis assinou com a nova agência de gestão, Saram Entertainment.

## Filmografia

### Filmes
| Ano  | Título               | Papel              | Notas        |
| ---- | -------------------- | ------------------ | ------------ |
| 1999 | The Cut Runs Deep    | J.D.               |              |
| 2004 | A Moment to Remember | Modelo fashion     | participação |
| 2005 | Typhoon              | Somchai            |              |
| 2007 | Never Forever        | Andrew Lee         |              |
| 2007 | Epitaph              | Onji Koshiro       |              |
| 2008 | The Mikado Project   | Jace Kanzaki       |              |
| 2012 | Escape from Tibet    | Tashi              |              |
| 2013 | Who Killed Johnny    | Max 2              |              |
| 2015 | Seoul Searching      | Sargento Gallagher |              |

### Televisão
| Ano  | Título                  | Papel               | Emissora | Notas                                           |
| ---- | ----------------------- | ------------------- | -------- | ----------------------------------------------- |
| 2007 | Air City                | Charlie             | MBC      | 3 episódios                                     |
| 2009 | Iris                    | Agente Ray          | KBS2     | 17 episódios                                    |
| 2011 | Hawaii Five-0           | Ken Nakoa           | CBS      | 2 episódios                                     |
| 2013 | Iris II: New Generation | Agente Ray          | KBS2     |                                                 |
| 2013 | Gu Family Book          | Kageshima           | MBC      | 13 episódios                                    |
| 2016 | Descendants of the Sun  | Capitão David Argus | KBS2     | 8 episódios                                     |
| 2017 | Argon                   | Robert Winston      | tvN      | participação especial                           |
| 2017 | Man to Man              | Petrov              | JTBC     |                                                 |
| 2018 | Mr. Sunshine            | Major Kyle Moore    | tvN      |                                                 |
| 2019 | Kill It                 | Pavel               | OCN      | Convidado (pai adotivo de Soo Hyun - Ep. 1 - 4) |

### Websérie
| Ano  | Título                | Papel       | Notas       |
| ---- | --------------------- | ----------- | ----------- |
| 2013 | Mortal Kombat: Legacy | Lord Raiden | 3 episódios |

### Programas de variedades
| Ano  | Título             | Emissora | Notas                        |
| ---- | ------------------ | -------- | ---------------------------- |
| 2016 | Running Man        | SBS      | Convidado, episódio 297      |
| 2016 | Law of the Jungle  | SBS      | Convidado, episódios 225–228 |
| 2019 | Ristorante Coreano | jTBC     | Apresentador                 |

### Aparições em vídeos musicais
| Ano  | Canção              | Artista         | Notas |
| ---- | ------------------- | --------------- | ----- |
| 2016 | 서툰 시 (Pain Poem) | 김범수 e KENZIE |       |